# Josef Kuderna
Josef Kuderna (4 juli 1945 – Wenen, 30 april 2012) was een Oostenrijks acteur. Daarnaast heeft hij twee films geregisseerd en was hij journalist c.q. chef-redacteur van de ORF Tirol.

## Filmografie
- Die Piefke-Saga (1990-1993, televisieserie)
- Ich gelobe (1995)
- Da wo die Heimat ist (2004)
- März (2008)

## Filmproductie
- Kein Platz für Idioten (1978)
- Die wilde Frau (1987)